# Абдрахманова, Гульсум
Гульсум Абдрахманова (12 декабря 1917, Акмолинский уезд, Акмолинская область — 7 октября 1970, Семипалатинск, Казахская ССР) — казахская и советская актриса, народный артист Казахской ССР (1964; заслуженный артист Казахской ССР с 1944 года).

## Биография
Родилась 12 декабря 1917 года в Акмолинском уезде Акмолинской области (ныне — Нуринского района Карагандинской области).
В 1936 году (по другим данным в 1937 году) окончила Алма-Атинское театральное училище.
С 1937 года работала в Семипалатинском областном музыкально-драматическом театре, где создала ряд ярких, эмоционально насыщенных женских образов, среди которых: Енлик, Карлыга, Айман, Тенге, Алтыншаш, Маржан («Енлик — Кебек», «Айман Шолпан», «Белая берёза», «Карагоз» Мухтара Ауэзова), Сауле (в спектакле Тахави Ахтанова), Мать-Земля («Материнское поле» по Чингизу Айтматову), Женщина-милиционер («Ой, эти джигиты» Куандыка Шангитбаева и Куляш Байсеитовой) и другие.
Обладая и музыкальной культурой и драматическим талантом, она с одинаковым мастерством исполняла роли как в музыкальных, так и в драматических спектаклях. Оригинальностью трактовки был отмечен образ Акжунус в опере «Ер Таргын» Евгения Брусиловского.
В 1943 году вступила в ВКП(б).
В послевоенные годы Гульсум Абдрахманова играла также главные роли в спектаклях советской многонациональной драматургии: Софья («Свадьба в Малиновке» Бориса Александрова), Клементина и Елена («Вольный ветер» Исаака Дунаевский).

## Награды и почётные звания
- Заслуженный артист Казахской ССР (1944)
- Народный артист Казахской ССР (1964)[1]